# Ninguém como Tu (2025)
Ninguém como Tu é uma futura série de televisão via streaming de origem portuguesa, dos géneros drama e romance produzida pela See My Dreams para a TVI e Prime Video que será exibida em 2025.
É um remake da telenovela com o mesmo nome, criada e escrita por Rui Vilhena e exibida originalmente em 2005, adaptada pelo mesmo autor em formato série.
A 8 de agosto de 2024, começou a ser colocada a hipótese de existir no futuro uma segunda temporada da série.
Apresenta Joana Seixas, Gonçalo Waddington, Marco Delgado, Benedita Pereira, Lúcia Moniz, Paulo Rocha e Laura Dutra no elenco principal.

## Sinopse
A história retrata a permanente luta pela conquista dos sonhos que dão sentido à existência humana. Para a inescrupulosa Luísa Albuquerque é para isso que o dinheiro serve: realizar sonhos. Até ao dia em que recebe uma sentença fatal: tem apenas um ano de vida. Perante a revelação de que, afinal, o mais importante o dinheiro não compra, até onde é que será capaz de ir para encontrar a felicidade e o amor que guiam a vida?

## Elenco
- Joana Seixas como Luísa Albuquerque
- Gonçalo Waddington como António Paiva Calado
- Marco Delgado como Mário Menezes de Albuquerque
- Benedita Pereira como Júlia Gaspar dos Santos
- Lúcia Moniz como Dulce Paredes da Silva
- Paulo Rocha como Pedro Paredes da Silva
- Laura Dutra como Teresa Albuquerque
- Letícia Spiller como Beatriz Paiva Calado
- Pedro Sousa como Rafael Pinheiro
- Diogo Fernandes como João Paredes da Silva
- Rafael Ferreira como Nuno Paiva Calado
- Diana Palmerston como Inês Paiva Calado
- Ana Lopes como Isabel Menezes de Albuquerque
- Rodrigo Trindade como Gabriel Paiva Calado
- Maria Gomes Andrade como Ana Paredes da Silva
- Guilherme Filipe como Luciano Gaspar dos Santos
- Maria José Paschoal como Maria de Lurdes «Milú» Gaspar dos Santos
- Miguel Loureiro como Alexandre
- Martim Balsa como Jaime Gaspar dos Santos
- Mafalda Vilhena como Margarida "Guida"
- Miguel Amorim
- Mafalda Peres
- Tiago Sarmento
- Fernando Rodrigues
- Leonor Biscaia
- Mike Gale

### Participações especiais
- Alexandra Lencastre

## Produção
Após a chegada de Morangos com Açúcar em 2023, que iniciou com a produção de remakes de tramas bem sucedidas pela TVI durante a década de 2000, a TVI estudava recriar uma nova versão de Ninguém como Tu de forma a também celebrar os 20 anos da sua estreia que se avizinhava. Apesar dos primeiros rumores sobre o remake de Ninguém como Tu começarem em fevereiro de 2024, a TVI começou a pré-produção do remake da telenovela no fim de 2023 em parceria com a plataforma de streaming Prime Video, pedindo ao autor da telenovela original Rui Vilhena que criasse uma versão em série com 20 episódios. Vilhena escreveu os episódios entre janeiro e junho de 2024. Vilhena cortou algumas personagens da história original por se tratar de uma série, assim como alterou o rumo e desenvolvimento de grande parte das personagens de forma a modernizar a história.

### Escolha do elenco
Margarida Vila-Nova, Bárbara Branco e Maria João Bastos foram as primeiras cotadas para interpretar a protagonista Luiza Albuquerque, que teve o seu nome próprio adaptado para Luísa na série. Vila-Nova foi a escolhida pela preferência do diretor de programas José Eduardo Moniz e do autor Rui Vilhena, mas por motivos de agenda foi substituída por Joana Seixas. Alexandra Lencastre, que deu vida à Luiza Albuquerque original, foi convidada para uma participação especial na série. Para o papel de Milú e Luciano, personagens interpretada por Rosa Lobato de Faria e Sinde Filipe na versão original, foram escolhidos Maria José Paschoal e Guilherme Filipe. Benedita Pereira, que interpretou no original a personagem Teresa, viu a sua personagem a ser entregue a Laura Dutra e foi lhe atribuída a personagem Júlia, uma das duas irmãs de Luísa. Já Dulce, a outra irmã de Luísa, foi atribuída inicialmente a Sandra Faleiro, porém Lúcia Moniz foi quem acabou por dar vida à personagem. A personagem Jaime – filho adotivo de Júlia – teve o seu nome alterado para Pedro na nova versão. Martim Balsa foi o escolhido para o interpretar. Para dar vida a António Paiva Calado foram sondados Albano Jerónimo, Ivo Canelas e José Neves, mas a escolha acabou por recair em Gonçalo Waddington.
A emissora desejava que a atriz brasileira Giovanna Antonelli interpretasse Beatriz Paiva Calado — a mulher de António. A personagem teve mudada a sua nacionalidade em comparação com o original, em que era portuguesa. As negociações não foram a bom porto com Antonelli e a personagem ficou inicialmente atribuída à também atriz brasileira Maria Fernanda Cândido. Ainda assim, a escolha final recaiu em Letícia Spiller. Marco Delgado foi escolhido para interpretar Mário Menezes, papel de Vitor Norte no original. Pedro Sousa tem a seu cargo Rafael, personagem interpretada na versão original por Paulo Rocha. Já Rocha, foi escolhido para interpretar Pedro na nova versão. Mafalda Vilhena, Diogo Fernandes, Rafael Ferreira, Diana Palmerston, Rodrigo Trindade, Ana Lopes e Maria Gomes Andrade interpretam as personagens originais Guida, João, Nuno, Inês, Gabriel, Isabel e Ana, respetivamente.

### Gravações
As gravações da série começaram a 15 de julho de 2024 e terminaram a 9 de outubro do mesmo ano, com gravações em Lisboa e arredores.

## Episódios
| N.º | Título       | Dirigido por | Escrito por | Exibição original |
| --- | ------------ | ------------ | ----------- | ----------------- |
| 1   | "Episódio 1" | ASA          | Rui Vilhena | 2025              |